# Дегдэ
Дегдэ (устар. Джегде) — река в России, протекает в Красноярском крае. Устье реки находится в 809 км по левому берегу реки Тым. Длина реки составляет 50 км, площадь водосборного бассейна 434 км². Приток — Долина (приток Дегдэ).

## Данные водного реестра
По данным государственного водного реестра России относится к Верхнеобскому бассейновому округу, водохозяйственный участок реки — Обь от впадения реки Васюган до впадения реки Вах, речной подбассейн реки — Васюган. Речной бассейн реки — (Верхняя) Обь до впадения Иртыша.